# Mardes
Les Mardes sont un peuple montagnard d'origine perse constitué d'éléments médo-perses à prédominance mède dont ils forment peut-être le noyau originel. Leur territoire est difficile à définir avec précision, les tribus mardes semi-nomades ayant migré au cours de leur histoire. Originaire du sud des monts Zagros, région qui correspond au Fars actuel (anciennement Perside), une partie des Mardes remontent vers le nord et s'installent dans l'Azerbaïdjan iranien et en Arménie, dans la partie septentrionale des monts Zagros.

## Localisation et mode de vie

### Les Mardes de Perside
Avant le VIe siècle av. J.-C., les Mardes sont présents en Perside. Selon une légende orale concernant l'enfance du roi Cyrus le Grand (559 - 529 av. J.-C.) rapportée par Nicolas de Damas, les parents de Cyrus appartiennent à une tribu des Mardes de Perside, peuple alors méprisé.
Le climat de la chaîne du Zagros, de la Médie au golfe Persique, qui bénéficie notamment d'une pluviosité relativement importante, est adapté aux activités pastorales. Les Mardes semblent faire partie des peuples pasteurs de la région, fortement peuplée, parmi lesquels les Cosséens, les Elyméens et les Ouxiens. Ils pratiquent un élevage très important, surtout de moutons et de chèvres, et une agriculture de subsistance. Les tribus mardes ne sont pas réellement nomades mais semi-nomades et se déplacent dans un rayon relativement faible, de vallées en vallées. Les Mardes vivent en villages situés au fond des vallées. Les pâturages occupent les pentes de moyenne montagne tandis que la haute montagne fournit les ressources complémentaires comme le bois, le gibier et la cueillette.

### Les Mardes d'Atropatène
Au cours du VIe siècle av. J.-C., les Mèdes conquièrent le territoire correspondant en partie à l'Azerbaïdjan iranien actuel, où ils soumettent, entre autres, les Mannéens. Le royaume de Manna est progressivement remplacé par le royaume d'Atropatène peuplé par les tribus des Mardes, des Kaspiens, des Cadusiens et des Matiens. Selon une hypothèse, les Mardes d'Atropatène, ou Mardes de la Caspienne, pourraient être les descendants des Mannéens. Pour Strabon, les Mardes nomades d'Atropatène des bords méridionaux de la Caspienne sont les mêmes que ceux présents en Perside et en Arménie. L'auteur antique décrit les Mardes comme un peuple montagnard belliqueux qui vit de rapines et de brigandages.

## Origine du nom
Les Mardes tirent peut-être leur nom du fleuve Amardos (aujourd'hui Sefid Roud) sur les rives duquel ils sont installés à l'époque où les géographes grecs Strabon et Ptolémée publient leurs écrits; les Mardes sont mentionnés mais demeurent largement inconnus par les sources antiques. La région semble correspondre aux cantons arméniens du Mardastan et de Mardati où l'Araxe prend sa source. Pour Ptolémée, les Mardes sont voisins des Kyrtioi ou Kurtes.

## Antiquité

### Période des Achéménides
Les Mardes et autres tribus montagnardes voisines entretiennent des rapports spéciaux avec les rois perses qui préfèrent leur verser des tributs plutôt que de les soumettre. Les Mardes vivent alors dans une autonomie et une indépendance quasi totale. Par exemple, le roi possède une résidence près des rives de la Caspienne mais doit payer un droit de passage aux Mardes pour traverser leur territoire afin de s'y rendre.
Cependant, en dépit de cette large autonomie, les territoires peuplés par les Mardes sont largement connus par les Achéménides.

### Expédition d'Alexandre le Grand

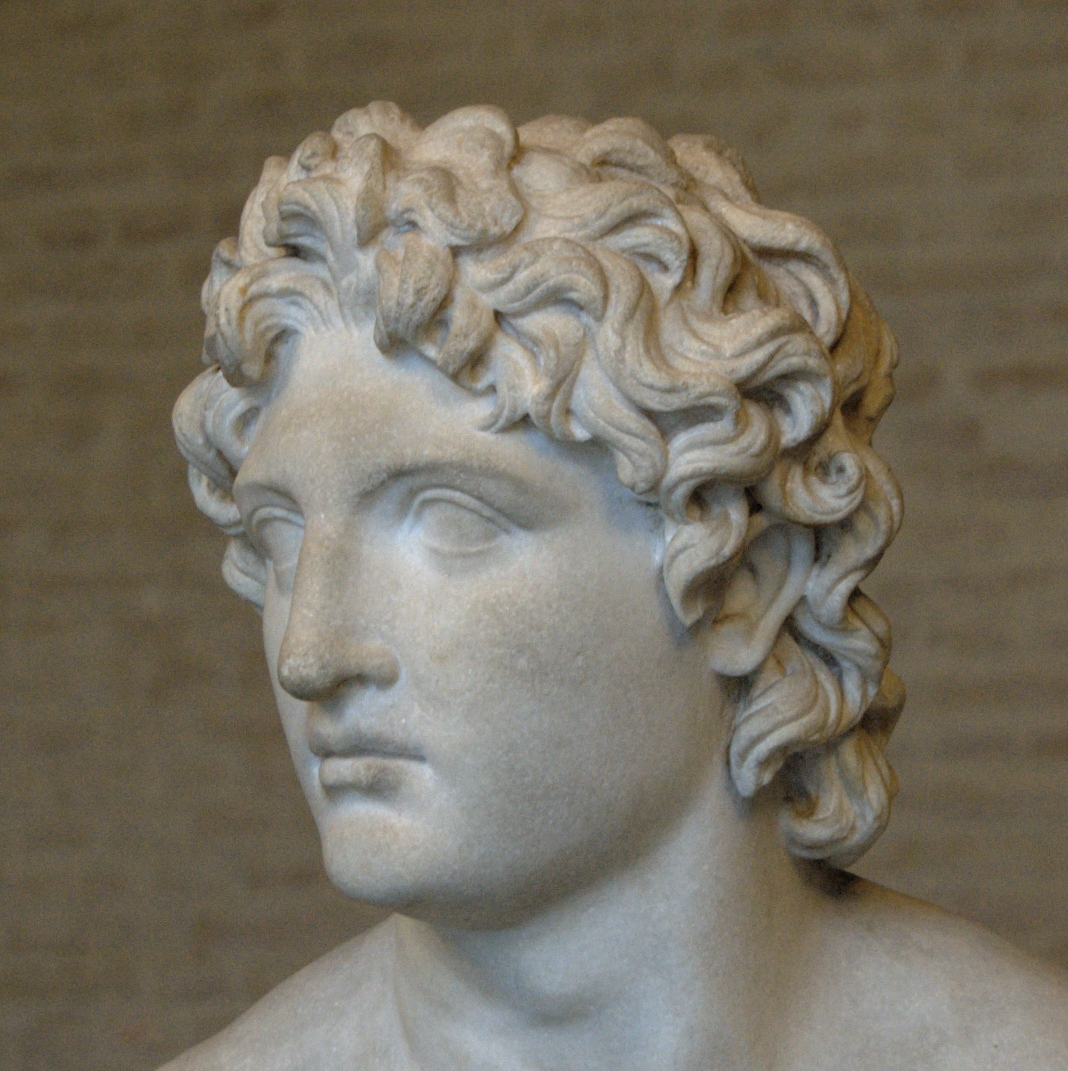
Alexandre le Grand, fragments d'une copie romaine d'un groupe statuaire de 338 av. J.-C.

Avec les Cadusiens, autres tribus des monts Zagros, les Mardes jouent un rôle non négligeable dans l'histoire militaire de la Perse. Lors de la bataille de Gaugamèles en 331 av. J.-C. par exemple, opposant Alexandre le Grand à Darius III, les troupes qu'ils fournissent figurent en bonne place dans l'armée perse.
Après sa victoire sur les Perses à Gaugamèles, Alexandre le Grand poursuit sa route vers l'est et entame la conquête de la Perse. Il envahit alors l'Hyrcanie où se trouve le territoire des Mardes de Caspienne. S'il veut poursuivre la conquête de la Perse, Alexandre doit prendre le contrôle du territoire montagneux de la satrapie hyrcanienne afin d'ouvrir des voies de communication avec les provinces récemment conquises. Il parvient à soumettre les Cosséens et les Elyméens, puis les Ouxiens cèdent à leur tour. Les Mardes constituent le dernier obstacle à la réalisation de son projet.
Alors que les Mardes se sentent à l'abri et pensent qu'Alexandre va poursuivre sa route vers la Bactriane, ce dernier laisse le gros de son armée sur les rives sud de la mer Caspienne et organise une expédition en suivant la côte vers l'ouest à la tête de ses hypaspistes, des phalanges des officiers Coénos et Amyntas et de la moitié de la cavalerie. Les premiers villages montagnards sont pris sans difficulté et les habitants s'enfuient dans les montagnes. Mais la progression des troupes est de plus en plus difficile, gênée par les forêts denses qu'aucune route ne traverse et par la neige qui recouvre les hautes vallées. De plus, les Mardes, qui connaissent bien le pays, harcèlent l'ennemi. Cependant, Alexandre parvient à cerner la région et les Mardes finissent par envoyer une délégation pour offrir leur soumission. Alexandre réclame des otages mais leur laisse la libre disposition de leurs terres qui sont toutefois placées sous la surveillance d'Autophradatès, satrape de Tapurie. À l'issue de cette expédition, des archers mardes sont intégrés dans l'armée d'Alexandre.

### Période des Arsacides
Selon Justin, les Mardes vivant le long des rives de la mer Caspienne entrent en conflit avec Phraatès Ier vers 175 av. J.-C. Ils sont finalement vaincus et soumis après des combats acharnés. Phraatès les charge alors de garder le défilé des Portes Caspiennes pour le compte des Parthes, passage naturel permettant de passer du Khorassan en Médie. Une fois soumis, les Mardes ne manifestent qu'épisodiquement la volonté de retrouver leur indépendance ou de s'opposer aux Perses.
Lors des campagnes de Trajan contre les Parthes, alors que l'empereur a envahi et pris le contrôle de l'Arménie, il envoie une colonne placée sous le commandement du légat Lusius Quietus au sud du lac de Van pour réprimer les troubles provoqués par les Mardes,.

### Période des Sassanides
Dans la deuxième moitié du IIIe siècle, les Mardes participent à la grande offensive menée par l'empereur sassanide Shapur Ier qui conduit à la capture de l'empereur romain Valérien.

## Moyen Âge
À l'époque de la conquête arabe, les termes « Mardes » ou « Mardaïtes (Mardaitai) » désignent les populations d'origines diverses qui affluent en Syrie à partir de 675 et occupent la région entre le mont Lokam et Jérusalem. Elles sont baptisées ainsi par les Byzantins qui les pensent originaires de la région du Mardistan située au nord du lac de Van, en Arménie.